# 람자이역
람자이역(독일어: Bahnhof Ramsei)은 스위스 베른주의 뤼첼플뤼 지자체에 있는 기차역이다. BLS AG의 표준궤 람자이-후트빌선과 졸로투른-랑나우선의 교차점에 있다.

## 운행편
다음 서비스는 람자이에서 정차한다:
- 베른 S-반 S4/S44 : 툰까지 30분, 랑나우 또는 주미스발트-그뤼넨 사이를 매시간 운행